# ウォルター・バーリー・グリフィン

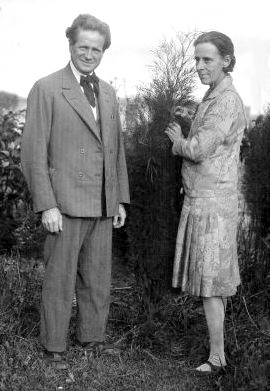
ウォルター・バーリー・グリフィン

ウォルター・バーリー・グリフィン（Walter Burley Griffin、1876年11月24日 - 1937年2月11日）は、アメリカ合衆国出身の建築家。オーストラリアの首都キャンベラの都市計画に参加し、キャンベラの街を設計したことで知られるほか、1910年にアメリカ・イリノイ州エルムハーストに、世界で初めてカーポート付き住宅（「W.B.スローン邸」）を建設した人物でもある。なお、「カーポート」という単語の生みの親は、グリフィンの師であるフランク・ロイド・ライトで、1930年代にユーソニアン住宅にカーポートを設置し、初めてカーポートと呼んだ。

## 人物
1876年にイリノイ州シカゴ郊外のオークパークで保険代理人の息子として生まれた。オークパークの高校を卒業した後、造園の勉強をしようとしていたが、建築学の方面を薦められ、イリノイ大学に進学して建築を学んだ。1899年に同大学を卒業した後、シカゴで仕事を探し始め、1901年にオークパークの著名な建築家であるフランク・ロイド・ライトの建築設計事務所に所属した。1906年に独立をし、個人建築事務所を設立。東イリノイの州立学校の設計などを行った。ライトの事務所に所属していたシカゴ出身の女性建築家マリオン・ルーシー・マホーニーと1911年に結婚。その後共同で独創的な建築活動を展開した。
1912年にオーストラリアの首都デザインの国際設計競技で優勝した。彼のデザインの構想は、1893年のシカゴ博覧会などの主要な立案者であり、都市美化運動の代表者でもあった、シカゴの建築家ダニエル・ハドソン・バーナムのデザインから得たものであった。優勝したグリフィンのデザインは、オーストラリアのそれまでの都市計画関係者の間で激しい議論を呼び起こした。とりわけ官僚たちは、グリフィンのデザインに替えて新しい都市計画案を採用させようと画策した。